# Martin Jetpack
Martin Jetpack là một loại phương tiện bay thử nghiệm cất cánh thẳng đứng do công ty Martin Aircraft tại New Zealand phát triển. Phương tiện được giới thiệu lần đầu ra công chúng vào ngày 29 tháng 7 năm 2008 trong sự kiện AirVenture do hiệp hội thử nghiệm máy bay tổ chức. Dù loại này được gọi là "jetpack" nhưng nó lại dùng hai ống quạt lớn để tạo lực nâng, Cục Hàng không liên bang đã xếp vào loại phương tiện bay siêu nhẹ dù có các tiêu chí không giống với loại này. Hãng Martin dự định có thể có thể bán loại phương tiện bay này cho lực lượng quân đội hay cho các lực lượng phản ứng nhanh như lính cứu hỏa.

## Phát triển
Glenn Martin, người sáng lập ra công ty Martin Aircraft đã thiết kế và phát triển phương tiện này trong hơn 30 năm theo đuổi giấc mơ thời thơ ấu sau khi ông xem các phim Thunderbirds và Lost in Space là sẽ chế tạo một phương tiện bay giống như jetpack cho cả những người bình thường vốn không được đào tạo làm phi công.
Mẫu thử nghiệm mới nhất là P12 được giới thiệu là có nhiều cải tiến so với các mẫu trước. Với việc sắp xếp lại vị trí các ống quạt giúp cải thiện độ cơ động của phương tiện.

## Thiết kế
Martin Jetpack không có cánh chỉ sử dụng hai ống quạt lớn với động cơ pít ton V-4 dùng xăng để tạo lực nâng gắn vào thân chính làm bằng sợi cácbon, hai bánh lái phía dưới hai ống quạt dùng để điều chỉnh hướng bay, hai cần điều khiển đặt trên hai tay vịn hướng ra phía trước. Phi công sẽ chỉ việc đứng cột mình vào phương tiện với các dây an toàn và cầm cần điều khiển.
Trong thử nghiệm thì phương tiện có thể leo đến độ cao 2440 m nhưng để an toàn thì phương tiện thường không bay lên cao hơn 6 m. Nó cũng được trang bị sẵn dù phóng để đề phòng nếu có bất kỳ trục trặc gì xảy ra và phi công cũng được trang bị đồ bảo hộ riêng.